# Nasos
Nasos – mała wysepka na rzece Acheloos należąca do miasta Ojniadaj w Akarnanii. Na wysepce tej wznosił się zamek warowny.